# عناب، حماة
عناب (به عربی: عناب) یک روستا در سوریه است که در ناحیه مرکزی سقیلبیه واقع شده‌است. عناب ۲٬۷۷۴ نفر جمعیت دارد.